# 무실점
무실점은 스포츠에서 상대방에게 점수를 주지 않고 경기를 마치는 것을 말한다.

## 축구
축구에서는 무실점으로 승리한 경기들을 뜻하며 영어로는 클린 시트(Clean Sheet)라고 표기하기도 한다. 여기서 시트(Sheet)는 '기록지'를 뜻하며 예전에 축구 경기 결과를 기록지에 기재했을 때 무실점이면 그 팀의 실점 기록란이 백지로 남게 되기 때문에 붙은 이름이다. 소속팀의 골 여부에 관계없이 상대팀으로부터 실점을 주지만 않으면 클린 시트이다. 즉, 0-0 경기는 양팀 골키퍼가 동시 클린 시트를 기록하게 된다. 또한, 0-0 상태에서 승부차기로 넘어가도 클린 시트로 기록된다. 골키퍼 포지션에 한해 무실점경기 기록으로 개인 기록이 산출되기도 한다.

## 야구
야구와 소프트볼에서 상대팀을 무득점으로 막은 승리투수에게 주어지는 기록이다. 야구에서는 완봉(Shutout)이라 한다.
1. ↑  이기환 (1993년 4월 18일). “일화 승부차기 실축많아 사리체프 連敗(연패)”. 경향신문. 2024년 7월 31일에 확인함.